# Italienska skor
Italienska skor, är en roman av Henning Mankell. Den är hans 26:e bok. 

## Handling
Den handlar om Fredrik Welin som har pensionerat sig och bosatt sig på sina morföräldrars ö i den östra skärgården. En dag kommer hans gamla kärlek Harriet tillbaka, hon är döende och hon vill att han ska uppfylla ett löfte han gjorde för över 20 år sedan.